# Hog Farm
"Hog Farm" är en sång från 1974 skriven av Pugh Rogefeldt. Den utgör öppningsspåret på hans album Bolla och rulla (1974). Låten handlar om Rogefeldts irritation över den drogliberala musikfestival som anordnades av Stewart Brand på Skarpnäcksfältet 1972.
Magnus Uggla tolkade låten på coverskivan Allting som ni gör kan jag göra bättre (1987). Låten finns med på flertalet av Rogefeldts samlingsalbum, däribland Guldgruvan – kuriosa 1968–2002 i en annan version. Rogefeldt spelade också in en version live för albumet Ett steg till (1975).
I det åttonde avsnittet i den tredje säsongen av TV-programmet Så mycket bättre sjöng Rogefeldt låten i duett med Sylvia Vrethammar.

### Fotnoter
1. 1 2  ”Hog Farm”. Svensk mediedatabas. http://smdb.kb.se/catalog/search?q=pugh+rogefeldt+hog+farm&sort=OLDEST. Läst 21 januari 2013.
2. ↑  ”Hog Farm”. TV 4. Arkiverad från originalet den 19 december 2012. https://web.archive.org/web/20121219075707/http://www.tv4play.se/program/s%C3%A5-mycket-b%C3%A4ttre?video_id=2249351. Läst 21 januari 2013.